# Carl Abraham Clewberg
Carl Abraham Clewberg, född 1712 i Bollnäs socken, död 23 juli 1765 i Uppsala, var en svensk präst, teolog och orientalist. Han var son till Nils Clewberg.
Clewberg blev student vid Uppsala universitet 1722 och var även informator till Joachim von Dübens söner. 1734 skall han ha företagit en utrikes resa, och blev filosofie magister 1737. Clewberg sökte 1741 professuren i orientaliska språk vid Åbo Akademi och rekommenderades till tjänsten av Johannes Steuchius men kom inte upp på förslag. I stället tjänstgjorde han som informator åt Magnus Julius De la Gardie tre söner till Paris där deras svåger Claes Ekeblad den yngre var svensk minister och dit deras mor 1744 flyttade. Han följde sedan med de båda yngre sönerna då de studerade vid universitet i Holland, England och Tyskland 1745-48. Under tiden uppfördes han på första förslagsrummet till professuren i grekiska vid Uppsala universitet 1746, blev professor i orientaliska språk och grekiska vid Åbo Akademi samma år, ledamot av finska bibelöversättningskommittén 1747. Sedan han återkommit till Stockholm efter utlandsvistelsen 1748 tog han säte i konsistorium i Åbo 1749. Clewberg blev inspektor för Tavastländska nationen 1751, kyrkoherde i Lundo prebendepastorat 1755, var universitetets rektor 1755-56, blev tredje teologie professor 1757 och andre teologie professor 1762.